# كارلسبوري
كارلسبوري (بالسويدية: Karlsborg) هي بلدة سويدية ومركز بلدية كارلسبوري في مقاطعة فاسترا غوتلاند  في السويد. بلغ عدد السكان 3,551 نسمة في عام 2010.